# Тетяна
Тетяна (грец. Τατιανή) — жіноче ім'я римського походження. Святу Тетяну шанують у православній і в католицькій церквах.

## Етимологія
Утворено від римського родового імені, яке з'явилося після того, як на Римську Імперію напав Сабінський цар. Так звана «Сабінська війна» була закінчена укладенням «вічного миру», а в самому Римі з'явилося родове ім'я Tatianus. Жінкам же з того ж роду давали до імені приставку Tatiana.

## Персоналії
Святі
- Мучениця Тетяна Римська (226)